# Логинов, Василий Логинович
Васи́лий Ло́гинович Ло́гинов (1912, Верхний Вонжеполь, Царевококшайский уезд, Казанская губерния, Российская империя — 19 марта 1945, г. Виттомин, пов. Гдыня, Гданьское воеводство, Польша) — командир стрелкового батальона 1082 стрелкового полка 310 стрелковой Новгородской дивизии 19 армии, капитан. Кавалер 4 боевых орденов. Член ВКП(б) с 1942 года.

## Биография
Родился в 1912 году в деревне Верхний Вонжеполь ныне Моркинского района Марий Эл. 
В 1934—1936 годах служил в рядах РККА.
В 1941 году призван в РККА. Участник Великой Отечественной войны: прошёл боевой путь от командира стрелкового взвода до командира стрелкового батальона 1082 стрелкового полка 310 стрелковой Новгородской дивизии 19 армии, капитан. Воевал на 5 фронтах: 3 Прибалтийском, Калининском и др. В 1942 году вступил в ВКП(б). Характеризовался как тактически грамотный офицер, умеющий ставить боевые задачи и вдохновлять солдат на выполнение боевых задач. Награждён 4 боевыми орденами и медалями.
19 марта 1945 года пропал без вести на территории Гданьского воеводства Польши. 

## Боевые награды
- Орден Красного Знамени (07.10.1942)[3][4]
- Орден Кутузова III степени (31.05.1944)[3][5]
- Орден Александра Невского (СССР) (06.08.1944)[3]
- Орден Отечественной войны I степени (27.03.1945)[3][6]